# Lijst van rijksmonumenten in Rossum (Gelderland)
De plaats Rossum telt 8 inschrijvingen in het rijksmonumentenregister. Hieronder een overzicht.
| Object                                            | Oorspronkelijke functie? | Bouwjaar             | Architect | Locatie        | Coördinaten?                  | Nr.?   | Afbeelding        |
| ------------------------------------------------- | ------------------------ | -------------------- | --------- | -------------- | ----------------------------- | ------ | ----------------- |
| Gendershof                                        | Boerderij                | 1891                 |           | Burchtstraat 2 | 51° 48' 13" NB, 5° 20' 8" OL  | 32723  | Meer afbeeldingen |
| Gepleisterde boerderij onder rieten wolfsdak      | Boerderij                | 17e eeuw (oorsprong) |           | Kerkstraat 32  | 51° 48' 11" NB, 5° 20' 10" OL | 32724  | Meer afbeeldingen |
| Hervormde Kerk                                    | Kerk en kerkonderdeel    | 1860                 |           | Maasdijk 14    | 51° 47' 59" NB, 5° 20' 43" OL | 32725  | Meer afbeeldingen |
| Toren der Hervormde Kerk                          | Kerk en kerkonderdeel    |                      |           | Maasdijk 14    | 51° 47' 59" NB, 5° 20' 43" OL | 32726  | Meer afbeeldingen |
| Kasteel Rossum                                    | Kasteel, buitenplaats    | midden 19e eeuw      |           | Slotselaan 6   | 51° 48' 5" NB, 5° 20' 32" OL  | 32727  | Meer afbeeldingen |
| Boerderij onder rieten wolfdak                    | Boerderij                | 1858                 |           | Waalstoep 1    | 51° 48' 13" NB, 5° 20' 14" OL | 32731  | Meer afbeeldingen |
| Boerderij onder met riet en pannen gedekt wolfdak | Boerderij                | 1859                 |           | Waalstoep 3    | 51° 48' 12" NB, 5° 20' 15" OL | 32732  | Meer afbeeldingen |
| Dijkmagazijn                                      | Opslag                   | 1859                 |           | Kerkstraat 27  | 51° 48' 11" NB, 5° 20' 7" OL  | 523791 | Meer afbeeldingen |